# كيتي (فنلندا)
كيتي هي مدينة وبلدية بفنلندا .

## نبذة
تقع في مقاطعة شرق فنلندا وهي جزء من منطقة شمال كاريليا.  يبلغ عدد سكان البلدية 9876 (31 ديسمبر 2021) وتغطي مساحة 1724.41 كيلومتر مربع (665.80 ميل مربع) منها 275.61 كيلومتر مربع (106.41 ميل مربع) من المياه. تبلغ الكثافة السكانية 11.41 نسمة لكل كيلومتر مربع (29.6 / ميل مربع).

## تاريخ
كيتي تعرف بأسم (مدينة القمر الساطع في فنلندا) نتيجة لصناعتها القانونيه و الغير قانونيه

## القرى
- هاباسالو
- هاراجارفي
- هاماسكاليو
- هينونيمي
- جاكيما
- جوريكا
- كانتوسيرجا
- كيتي نكيلا
- كيتينلهاتي
- كونتيالا
- كونونيمي
- لادينكيالا
- لينوفارا
- لوكونفارا
- ميزولا
- مولجولا
- نينيكومبو
- نيفونكي
- نارزاكالا
- اوجاماكي
- بوتوزكفارا
- بيماجارفي
- بوهوز
- بوهوسالو
- باتي
- ريهيجارفي
- روكالا
- روبوفارا
- ساتولافارا
- سوبارساري
- سورلاتي
- ساركيجارفي
- ساينيجارفي
- تاي بال
- تاسابا
- تولوسينماكي
- فارمونيمي
- فاريفارا

## سكان بارزون
- نيلز لودفيج آربي ، صناعي
- توماس هولوبينين ، موسيقي
- جوكا نيفالاينين ، موسيقي
- تارجا تورونين ، موسيقي
- توميك فالتونين ، مدرب ولاعب هوكي الجليد
- ايمبو فورنين ، موسيقي
- سامي فانسكا ، موسيقي

## روابط خارجية
- بلدة كيتي - الموقع الرسمي